# Calineuria
Calineuria is een geslacht van steenvliegen uit de familie borstelsteenvliegen (Perlidae). De wetenschappelijke naam van het geslacht is voor het eerst geldig gepubliceerd in 1954 door Ricker.

## Soorten
Calineuria omvat de volgende soorten:
- Calineuria californica (Banks, 1905)
- Calineuria crassicauda Uchida, 1983
- Calineuria infurcata Uchida, 1990
- Calineuria jezoensis (Okamoto, 1912)
- Calineuria komatsui Uchida, 1990
- Calineuria pectinata Uchida, 1990
- Calineuria stigmatica (Klapálek, 1907)